# Стриковиці-Подлесьне
Стриковиці-Подлесьне (пол. Strykowice Podleśne) — село в Польщі, у гміні Зволень Зволенського повіту Мазовецького воєводства.
Населення — 173 особи (2011).
У 1975-1998 роках село належало до Радомського воєводства.

## Демографія
Демографічна структура станом на 31 березня 2011 року:
|          | Загалом | Допрацездатний вік | Працездатний вік | Постпрацездатний вік |
| -------- | ------- | ------------------ | ---------------- | -------------------- |
| Чоловіки | 89      | 23                 | 62               | 4                    |
| Жінки    | 84      | 16                 | 53               | 15                   |
| Разом    | 173     | 39                 | 115              | 19                   |